# No se'm creuran
 No se'm creuran (original: They Won't Believe Me) és una pel·lícula negra estatunidenca d'Irving Pichel, estrenada el 1947 i doblada al català.

## Argument
Un benestant executiu és acusat de l'assassinat de la seva esposa Greta i basa la seva defensa en la naturalesa homicida d'ella, que va descobrir les seves aventures amoroses i no va dubtar de desfer-se dels seus amants i intentar matar-lo a ell.... La càmera s'aturarà en el relat de l'acusat de l'odissea per la qual se l'ha dut a l'estrada.

## Repartiment
- Susan Hayward: Verna Carlson
- Robert Young: Larry Ballentine
- Jane Greer: Janice Bell
- Rita Johnson: Greta Ballentine
- Tom Powers: Trenton
- George Tyne: Tinent Carr
- Don Beddoe: Thomason
- Frank Ferguson: Mr. Cahill, advocat de la defensa
- Harry Harvey: Jutge Charles Fletcher

## Rebuda

### Critica
Dennis Schwartz, en una ressenya de 2003 de la pel·lícula, defineix la pel·lícula com "Un melodrama negre excepcional on el conte d'adulteri és en la mateixa línia d'un misteri de Hitchcock o de la cruesa de James M. Cain a Double Indemnity."
Ted Shen, ressenyant la pel·lícula pel Chicago Reader, també compara la pel·lícula amb Cain, i en lloa la representació, i escriu: "Repartiment atípic, Young aconsegueix ser tant esborronador com compassiu. L'actor convertit en director Irving Pichel té una actuació molt sòlida."